# Сборная США по теннису в Кубке Билли Джин Кинг
Сборная США по теннису в Кубке Федерации является официальным представителем США в теннисном Кубке Федерации. Американская команда является 18-кратной победительницей турнира, включая серию из семи титулов подряд с 1976 по 1982 год.

## История
Сборная США участвует в розыгрышах Кубка Федерации — женского аналога Кубка Дэвиса — с первого года его проведения в 1963 году. Американская команда является рекордсменом турнира по целому ряду показателей. Американки чаще всех остальных команд, 18 раз, завоёвывали главный трофей турнира, в том числе выиграв его семь раз подряд, с 1976 по 1982 год, что также является рекордом Кубка Федерации. Сборной США также принадлежит рекорд по числу выигранных подряд матчей (37, с 1976 по 1983 год) и игр (64, с 1978 по 1983 год). Представительнице США Крис Эверт принадлежит рекордно длинная серия побед в играх — 29 (с 1977 по 1986 год).

## Рекорды и статистика
- Самая длинная серия побед в матчах — 38 (с августа 1976 по июль 1983 года, включая победы над командами Австралии — 5 раз, Франции и Швейцарии — 3 раза, Великобритании, Новой Зеландии, СССР, СФРЮ, ФРГ, Чехословакии и Южной Кореи — по 2 раза, Австрии, Бразилии, Израиля, Индонезии, Испании, Мексики, Нидерландов, Норвегии, Польши, Румынии, Филиппин, Швеции и ЮАР)
- Самая убедительная победа в матче — 9:0 по сетам, 54:15 по геймам (США—Нидерланды 5:0 в 1998 году, пятая игра прекращена после первого сета)
- Самый длинный матч — 9 часов 00 минут (Австрия—США 4:1 в 2004 году)
  - Наибольшее количество геймов в матче — 135 (Испания—США 3:2 в 1998 году)
- Самая длинная игра — 3 часа и 11 минут (Меган Шонесси—Кирстен Флипкенс 6:7(4), 7:6(8), 9:7 в 2003 году)
  - Наибольшее количество геймов в игре — 43 (Кэнди Рейнольдс—Сабрина Голеш 5:7, 6:3, 10:12 в 1983 году)
- Наибольшее количество геймов в сете — 24 (Билли-Джин Кинг/Дарлин Хард — Лесли Боури/Маргарет Корт 6:3, 11:13, 6:3 в 1963 году)

- Наибольшее количество побед в играх — Крис Эверт (57—4)
  - Наибольшее количество побед в одиночном разряде — Крис Эверт (40—2)
  - Наибольшее количество побед в парном разряде — Розмари Касальс, Билли-Джин Кинг (по 26—1)
  - Самая успешная пара — Розмари Касальс/Билли-Джин Кинг, Кэти Джордан/Розмари Касальс (по 10—0); Зина Гаррисон/Джиджи Фернандес (по 10—1)
- Наибольшее количество сыгранных матчей — Крис Эверт (42)
- Наибольшее количество сезонов — Линдсей Дэвенпорт (11)
- Самый молодой игрок — Дженнифер Каприати (14 лет и 114 дней 21 июля 1990 года)
- Самый возрастной игрок — Мартина Навратилова (47 лет и 266 дней 10 июля 2004 года)

## Состав в 2023 году
- Кори Гауфф
- София Кенин
- Даниэль Коллинз
- Кэти Макнэлли
- Джессика Пегула
- Слоан Стивенс
- Тейлор Таунсенд

Капитан — Кэти Риналди

## Недавние результаты

### Групповой этап Мировой группы, 2023
| Чехия 2 | Олимпийский стадион, Севилья, Испания 10 ноября 2023 Хард(i) | Олимпийский стадион, Севилья, Испания 10 ноября 2023 Хард(i)             | США 1 |     |   |  |
| \| \| \| \| 1 \| 2 \| 3 \| \| \| - \| \| ------------------------------------------------------------------------ \| --- \| --- \| - \| \| \| 1 \| \| Катерина Синякова Даниэль Коллинз \| 3 6 \| 2 6 \| \| \| \| 2 \| \| Маркета Вондроушова София Кенин \| 6 1 \| 6 1 \| \| \| \| 3 \| \| Барбора Крейчикова / Катерина Синякова Даниэль Коллинз / Тейлор Таунсенд \| 6 3 \| 7 5 \| \| \| |                                                              |                                                                          |       |     |   |  |
| |                                                              |                                                                          | 1     | 2   | 3 |  |
| 1 | Чехия · Соединённые Штаты Америки                            | Катерина Синякова Даниэль Коллинз                                        | 3 6   | 2 6 |   |  |
| 2 | Чехия · Соединённые Штаты Америки                            | Маркета Вондроушова София Кенин                                          | 6 1   | 6 1 |   |  |
| 3 | Чехия · Соединённые Штаты Америки                            | Барбора Крейчикова / Катерина Синякова Даниэль Коллинз / Тейлор Таунсенд | 6 3   | 7 5 |   |  |

| США 3 | Олимпийский стадион, Севилья, Испания 9 ноября 2023 Хард(i) | Олимпийский стадион, Севилья, Испания 9 ноября 2023 Хард(i)    | Швейцария 0 |      |     |  |
| \| \| \| \| 1 \| 2 \| 3 \| \| \| - \| \| -------------------------------------------------------------- \| ---- \| ---- \| --- \| \| \| 1 \| \| Даниэль Коллинз Селин Наэф \| 7 64 \| 6 1 \| \| \| \| 2 \| \| София Кенин Виктория Голубич \| 6 3 \| 61 7 \| 7 5 \| \| \| 3 \| \| Слоан Стивенс / Тейлор Таунсенд Симона Вальтерт / Джил Тайхман \| 6 1 \| 7 63 \| \| \| |                                                             |                                                                |             |      |     |  |
| |                                                             |                                                                | 1           | 2    | 3   |  |
| 1 | Соединённые Штаты Америки · Швейцария                       | Даниэль Коллинз Селин Наэф                                     | 7 64        | 6 1  |     |  |
| 2 | Соединённые Штаты Америки · Швейцария                       | София Кенин Виктория Голубич                                   | 6 3         | 61 7 | 7 5 |  |
| 3 | Соединённые Штаты Америки · Швейцария                       | Слоан Стивенс / Тейлор Таунсенд Симона Вальтерт / Джил Тайхман | 6 1         | 7 63 |     |  |